# Euchromia interrupta
Euchromia interrupta är en fjärilsart som beskrevs av Karl Grünberg 1910. Euchromia interrupta ingår i släktet Euchromia och familjen björnspinnare. Inga underarter finns listade i Catalogue of Life.